# Карамырза (Абайская область)
Карамырза́ (каз. Қарамырза) — село в Бескарагайском районе Абайской области Казахстана. Входит в состав Канонерского сельского округа. Код КАТО — 633643200.

## Население
В 1999 году население села составляло 506 человек (241 мужчина и 265 женщин). По данным переписи 2009 года в селе проживали 362 человека (179 мужчин и 183 женщины).